# Pateras de Raskova
Raskova Paterae
Pour les articles homonymes, voir Raskova.
Les pateras de Raskova (désignation internationale : Raskova Paterae) sont des pateras situées sur Vénus dans le quadrangle de Barrymore. Elles ont été nommées en référence à Marina Raskova, aviatrice russe (1912–1943).